# Oczyma Pokolenia ’78. Pontyfikat Jana Pawła II
Oczyma pokolenia ’78 Pontyfikat Jana Pawła II  – polska niezależna produkcja filmowa, dokument w reżyserii Jowity Gondek.
Film przedstawia historie, które opowiadają ludzie urodzeni w roku, w którym Karol Wojtyła rozpoczął pontyfikat jako Jan Paweł II. Ich opowieści przeplata życiorys papieża zachowany w materiałach archiwalnych lub fabularyzowany w scenach z aktorami. Film powstał w koprodukcji polsko-amerykańskiej. Posiada dwie wersje montażowe 94 min i 2 x 50 min. Premiera filmu odbyła się w Cannes podczas Festiwalu Filmowego w dniu urodzin Papieża 18 maja 2007 roku oraz drugi raz w ramach Dnia Polskiego odbywającego się na festiwalu. Obszerne fragmenty filmu zostały po raz pierwszy w Polsce przedstawione podczas koncertu pt. „Miłość mi wszystko wyjaśniła”, upamiętniającego 29. rocznicę inauguracji pontyfikatu Jana Pawła II.

## Obsada
- Anita Jancia-Prokopowicz – akuszerka
- Marta Szalonikow – matka Karola
- Marek Markiewicz – ojciec Karola
- Magda Prokopowicz – Karol – niemowlę
- Krzysztof Kowalczuk – Karol – chłopiec
- Paweł Gałka – Karol – młody mężczyzna
- Kacper Anuszewski – Mehmet Ali Ağca
- Justyna Tarasiuk – uciekinierka
- Jacek Rutkowski – żołnierz